# 오사카시 교통국 10계 전동차
오사카 시 교통국 10계 전동차'(일본어: 大阪市交通局10系電車 おおさかしこうつうきょく10けいでんしゃ[*])는 오사카 시 교통국의 전동차로 이 열차는 오사카 시영 지하철 미도스지 선, 기타오사카 급행 전철 난보쿠 선에서 운행하고 있다.